# Palmachim
Palmachim (hebr.: פלמחים) – kibuc położony w samorządzie regionu Gan Rawe, w Dystrykcie Centralnym, w Izraelu.
Leży na równinie Szaron nad Morzem Śródziemnym, w otoczeniu miast Jawne i Riszon Le-Cijon, moszawów Gan Sorek, Bet Chanan i Bet Owed, oraz wioski Ajanot. Na południowy wschód od kibucu jest baza lotnicza Palmachim, kosmodrom Palmachim i Centrum Badań Nuklearnych Sorek. Członek Ruchu Kibuców (HaTenoa’a HaKibbutzit).

## Historia
W tej okolicy znajdował się starożytny port morski Jiwne-Jam, położony na zachód od miasta Jawne. W czasach krzyżowców było to popularne miejscu handlu, w którym arabscy kupcy z Damaszku wymieniali niewolników, Persowie i Kurdowie handlowali końmi i bronią, a częstymi kupcami byli chrześcijanie z Akki. Handel utrzymywał się do czasu wybuchu w 1229 wojny krzyżowców z mamelukami.

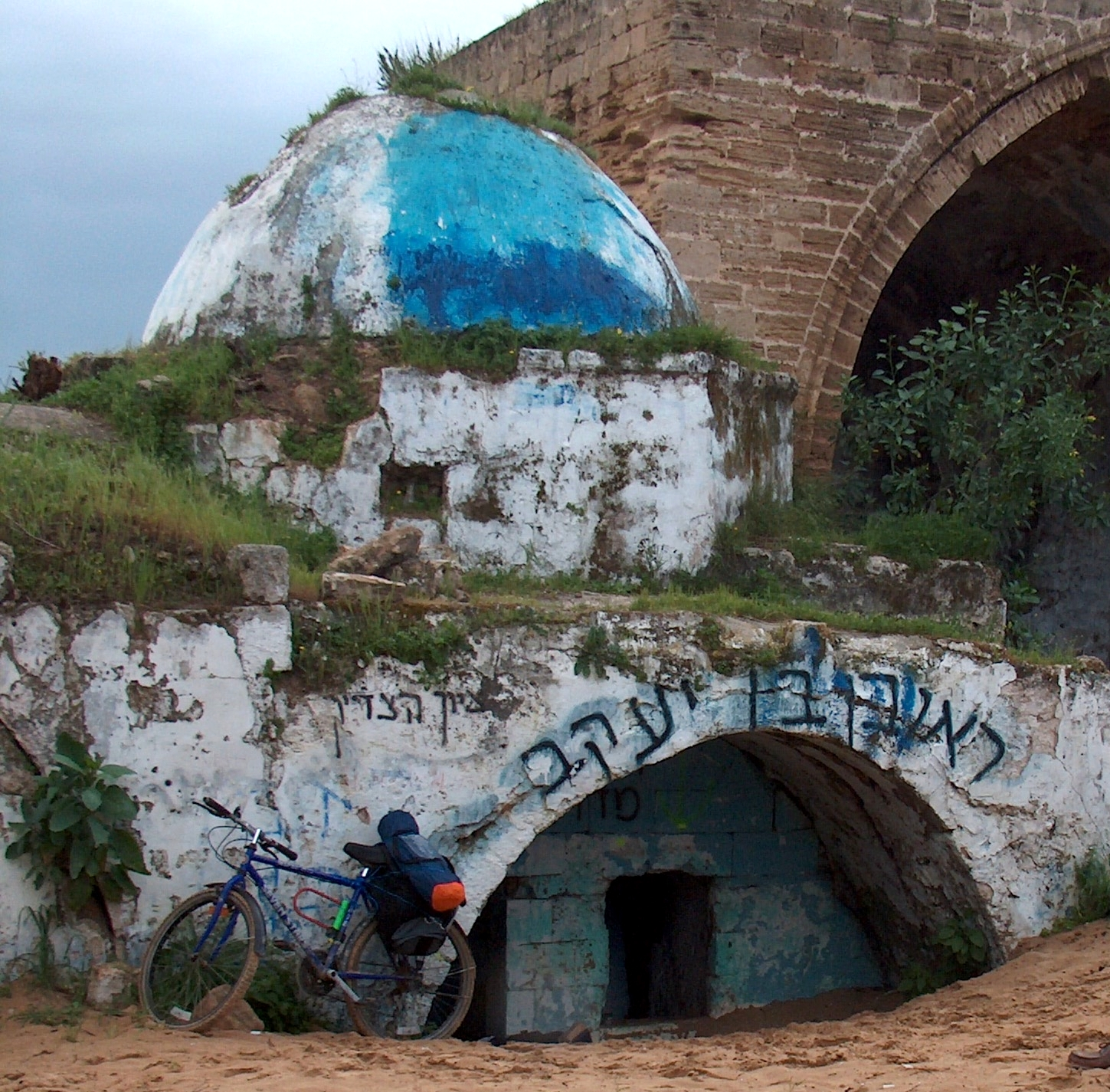
Grobowiec Reubena w kibucu Palmachim

Na początku XV wieku w tutejszej arabskiej wiosce al-Nabi Rubin wybudowano meczet i sanktuarium. Islamski sędzie Mujir ad-Din napisał w 1495: „jest to grobowiec naszego pana Reubena”. Lokalna tradycja muzułmańska uznaje, że jest to miejsce pochowania Rubena, syna Jakuba i Lei. Pomimo to, najprawdopodobniej jest to grobowiec arabskiego szejka o imieniu Reuben. Tradycja gromadziła jednak corocznie w tym miejscu około 30 tys. Arabów, którzy zawsze w sierpniu przybywali do sanktuarium z pielgrzymką.
W 1933 podczas takiej pielgrzymki do al-Nabi Rubin doszło do arabskich protestów i strajku przeciwko brytyjskim władzom Mandacie Palestyny.
Podczas wojny domowej w Mandacie Palestyny żydowskie oddziały Hagany atakowały wioskę w dniach od 10 do 12 maja 1948. Pozornie nieskuteczne ataki ciągle nękały mieszkańców, zmuszając ich do ucieczki.
Podczas wojny o niepodległość izraelska Brygada Giwati 1 czerwca 1948 zdobyła wieś al-Nabi Rubin. Po jej zdobyciu deportowano większość mieszkańców, z wyjątkiem kilku, którzy pozostają tutaj do tej pory, trudniąc się zbiorami pomarańczy. 24 sierpnia Brygada Giwati otrzymała rozkaz oczyszczenia zajętego terenu z wszystkich arabskich oddziałów zbrojnych. Podczas tej operacji miano deportować także wszystkich arabskich cywili. Operację przeprowadzono 28 sierpnia. Podczas jej trwania „zabito 10 Arabów, zraniono trzech i zatrzymano trzech” bez strat po stronie własnej. Według danych arabskiego dziennikarza Salmana Abu-Sitta, w 1998 liczba uchodźców z rejonu wioski al-Nabi Rubin wynosiła 10 116 osób.
Współczesny kibuc został założony 11 kwietnia 1949 przez byłych członków oddziałów szturmowych Palmach.
W 2006 osiedliła się tu grupa żydowskich osadników z ewakuowanego osiedla Elei Sinai w Strefie Gazy.

## Kultura i sport
W kibucu znajduje się ośrodek kultury i sportu, przy którym jest boisko do piłki nożnej oraz korty tenisowe.

## Gospodarka
Gospodarka kibucu opiera się na rolnictwie. Znajduje się tu zakład produkujący gotowe materiały budowlane z betonu.
Na południe od kibucu rozciągają się nadmorskie wydmy. Wśród piasków znajdują się tajne bazy Izraelskich Sił Obronnych – kosmodrom Palmachim, baza lotnicza Palmachim oraz położone dalej na południu Centrum Badań Nuklearnych Sorek. W tym rejonie znajdują się także poligony doświadczalne, na których teren wstęp jest surowo zabroniony. Całość kompleksu wojskowego jest jedną z największych tajemnic Izraela i jest ściśle chroniona przez wojsko.

## Turystyka
W pobliżu kibucu znajdują się ruiny starożytnego portu morskiego Yavne-Yam, w rejonie którego prowadzone są badania archeologiczne. Odnalezione eksponaty są prezentowane w niewielkim muzeum położonym w kibucu. W 1969 powstało tutaj Muzeum Palmachim, poświęcone pamięci członków oddziałów Palmachim.
Jednak największą tutejszą atrakcją są wspaniałe plaże Palmachim.

## Komunikacja
Z kibucu wychodzi w kierunku wschodnim droga nr 4311, którą można dojechać do moszawu Gan Sorek, za którym jest możliwość wjechania na autostradę nr 4 (Erez–Rosz ha-Nikra) lub drogę ekspresową nr 42 (Aszdod-Riszon Le-Cijon).